# Hedwig von Redern

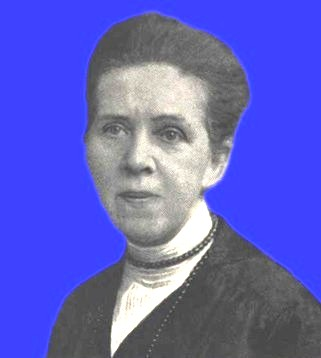

Hedwig von Redern (* 23. April 1866 in Berlin; † 22. Februar 1935 in Berlin) war eine deutsche Erzählerin und evangelische Kirchenliederdichterin.

## Leben
Hedwig von Redern stammt aus dem märkischen Uradelsgeschlecht von Redern und ist das älteste Kind des Generalleutnants Hermann von Redern (1819–1886) und dessen Ehefrau Anna von Redern, geborene von Marwitz (1846–1919). Sie wuchs zunächst auf dem brandenburgischen Gut Wansdorf bei Berlin-Spandau im Osthavelland auf. Als sie 20 Jahre alt war, starb ihr Vater, und ihr Wohnsitz wurde durch einen Brand zerstört. 1887 zog die Familie in eine Mietwohnung in Berlin, wo Hedwig in relativ ärmlichen Verhältnissen lebte.
In Berlin wurde Hedwig von Redern ab 1889 Graf Andreas Bernstorffs Mitarbeiterin in der Sonntagsschule. 1960 Aktiv tätig war sie außerdem im Städtischen Krankenhaus Moabit und initiierte Bibelstunden für Pflegedienstmitarbeiter. Außerdem wirkte sie im Dienst an Polizeibeamten und deren Frauen mit, den General von Schulzendorf mit ihr begann und der bald in vielen deutschen Städten Nachahmung fand.
Inspiriert durch den pietistischen Prediger Elias Schrenk fand sie im christlichen Glauben Mut und ihren Lebensinhalt und veröffentlichte erste Gedichte.
Nach dem Tode ihrer Mutter zog sie 1924 mit ihrem ältesten Bruder Wilhelm nach Gumbinnen in Ostpreußen, wo dieser Regierungsvizepräsident wurde. 1928 zog sie nach Potsdam. Nach einer Operation im Oktober 1933 war sie bis zu ihrem Tod 1935 krank.

## Werk und Wirkung
Hedwig von Redern schrieb über vierzig Texte für christliche Lieder – darunter im Jahr 1901 Weiß ich den Weg auch nicht mit der Melodie von John Bacchus Dykes aus dem Jahr 1868, das im Evangelischen Gesangbuch (Ausgabe Niedersachsen/Bremen) Nr. 591 bzw. (Ausgabe Rheinland, Westfalen und Lippe) Nr. 650 bzw. (Ausgabe Württemberg) Nr. 624, Mennonitisches Gesangbuch Nr. 362, Gesangbuch der Neuapostolischen Kirche Nr. 34 enthalten ist. Das einprägsame Lied Weiß ich den Weg auch nicht mit drei Strophen hatte eine besondere Wirkungsgeschichte als Trostlied. Viele Baltendeutsche wurden nach dem Ersten Weltkrieg wegen ihres christlichen Glaubens und ihrer deutschen Herkunft von den kommunistischen Machthabern verfolgt und in Gefängnisse und Lager eingesperrt, wo dann dieses Lied oft gesungen wurde.
Des Weiteren übersetzte sie auch Lieder, verfasste Gedichte und schrieb eine Vielzahl vom Glauben geprägter Erzählungen. Von ihren Liedtexten wurden je eines in die polnische und suahelische Sprache übersetzt.
Im Jahre 1900 begründete sie mit Gleichgesinnten den Deutschen Frauen-Missions-Gebetsbund (DFMGB).
Im Jahr 1904 wurde in Berlin auf Initiative von Hedwig von Redern und inspiriert durch die Begegnung mit der englischen Sozialreformerin Catherine Gurney der „Bund Christlicher Polizei-Beamter“ (BCPB) gegründet. Die Bewegung hatte ihren Ursprung im viktorianischen England des späten 19. Jahrhunderts, wo sich Gurney für die seelsorgerliche Begleitung und soziale Unterstützung von Polizeibeamten engagierte. In Deutschland lud der Berliner Polizeipräsident zur Gründung 7.000 Schutzleute ein – etwa 80 von ihnen folgten der Einladung, woraufhin sich erste Gruppen in Berliner Stadtteilen bildeten.
Ziel war es, christliche Werte im Polizeidienst zu leben, Gemeinschaft zu pflegen und Orientierung in einem herausfordernden Berufsfeld zu bieten. Bereits wenige Jahre später wurden in der Vereinszeitschrift „Allzeit bereit“ Gruppen aus 24 Städten genannt. Diese frühe christliche Polizeiarbeit war geprägt von persönlichem Engagement, Bibellese, Gebet und der Überzeugung, dass Glaube und Beruf nicht voneinander zu trennen sind.
Nach dem Zweiten Weltkrieg verlor sich die Spur dieser Bewegung zunächst. Doch die Grundgedanken lebten weiter – in Initiativen engagierter Christen innerhalb der Polizei, die sich in den 1980er-Jahren neu vernetzten. Heute führt die 1984 gegründete Christliche Polizeivereinigung e. V. (CPV) diesen geistlichen Auftrag weiter.

## Schriften (Auswahl)
- Aus dem Leben eines Dichters Johann Karl Philipp Spitta, Bischof & Klein, Lengerich, 1900.
- Andreas Graf von Bernstorff. Ein Lebensbild nach seinen Briefen und persönlichen Aufzeichnungen, Friedrich Bahn, Schwerin 1901 und 1909.
- Ein Werkzeug in Gottes Hand. Evangelische Züge aus dem Leben einer katholischen Heiligen: Katharina von Siena, Friedrich Bahn, 1901.
- Gold heilig Kreuz. Eine Lebenserfahrung und eine Erzählung, Bischof & Klein, Lengerich 1904.
- Sieg - Züge aus dem Leben von Francois de la Mothe Fenelon, Erzbischof von Cambrai, Friedrich Bahn, Schwerin, 1914.
- William Booth: General der Heilsarmee, Pilgermission, Gießen 1913; Folgen Verlag, 2019.
- Jubal - Eine Erzählung aus den Tagen der Sündflut, Friedrich Bahn, Schwerin 1922; Frankfurt 1925.
- Der Gottesfreund Johannes Tauler, Friedrich Bahn, Schwerin 1923.
- Berufen mit heiligem Ruf: Leben und Dienst des Grafen Eduard von Pückler, nach Aufzeichnungen und Briefen, Deutsche Evangelische Buch- und Traktat-Gesellschaft, Berlin 1925.
- Ein Mann Gottes: Lebensgang Bernhards von Clairvaux, Friedrich Bahn, Schwerin 1925.
- Die Hand am Pflug. Das Lebensbild von Baron Paul Nicolay, Friedrich Bahn, Schwerin 1926 und 1927.
- Zwei Welten: Das Leben von Juliane von Krüdener 1764-1825, Friedrich Bahn, Schwerin 1927.
- Die Geschichte einer Seele. Leben, Leiden und Lehren von Jeanne M. B. de la Mothe Guyon, Friedrich Bahn, Schwerin 1928.
- Ein Stiller im Lande. Züge und Zeugnisse aus dem Leben Gerhard Tersteegens, Friedrich Bahn, Schwerin, 1929.
- Glücksmenschen und andere Geschichten, Carl Hirsch, Konstanz/Kreuzlingen 1932.
- Heimatsucher, Trachsel Verlag, Frutigen 1983, ISBN 3-727-10049-4.
- Um Seinetwillen, Märtyrergeschichte aus der römischen Kaiserzeit, Telos Verlag, 1985, ISBN 3-727-10103-2.
- Der Gestrenge, Edition C, Heimatlicht und Franke Buchhandlung, Marburg 1990.
- Fürchte dich nicht! Trostworte für Kinder Gottes in Tagen der Trübsal, St. Johannis-Druckerei, Lahr 1994, ISBN 3-501-04446-1; R. Brockhaus, Wuppertal, ISBN 3-417-26485-5, Linea, 2019, ISBN 978-3-939075-68-4.